# 495 (số)
495 (bốn trăm chín mươi lăm) là một số tự nhiên ngay sau 494 và ngay trước 496.